# Michał Kobosko

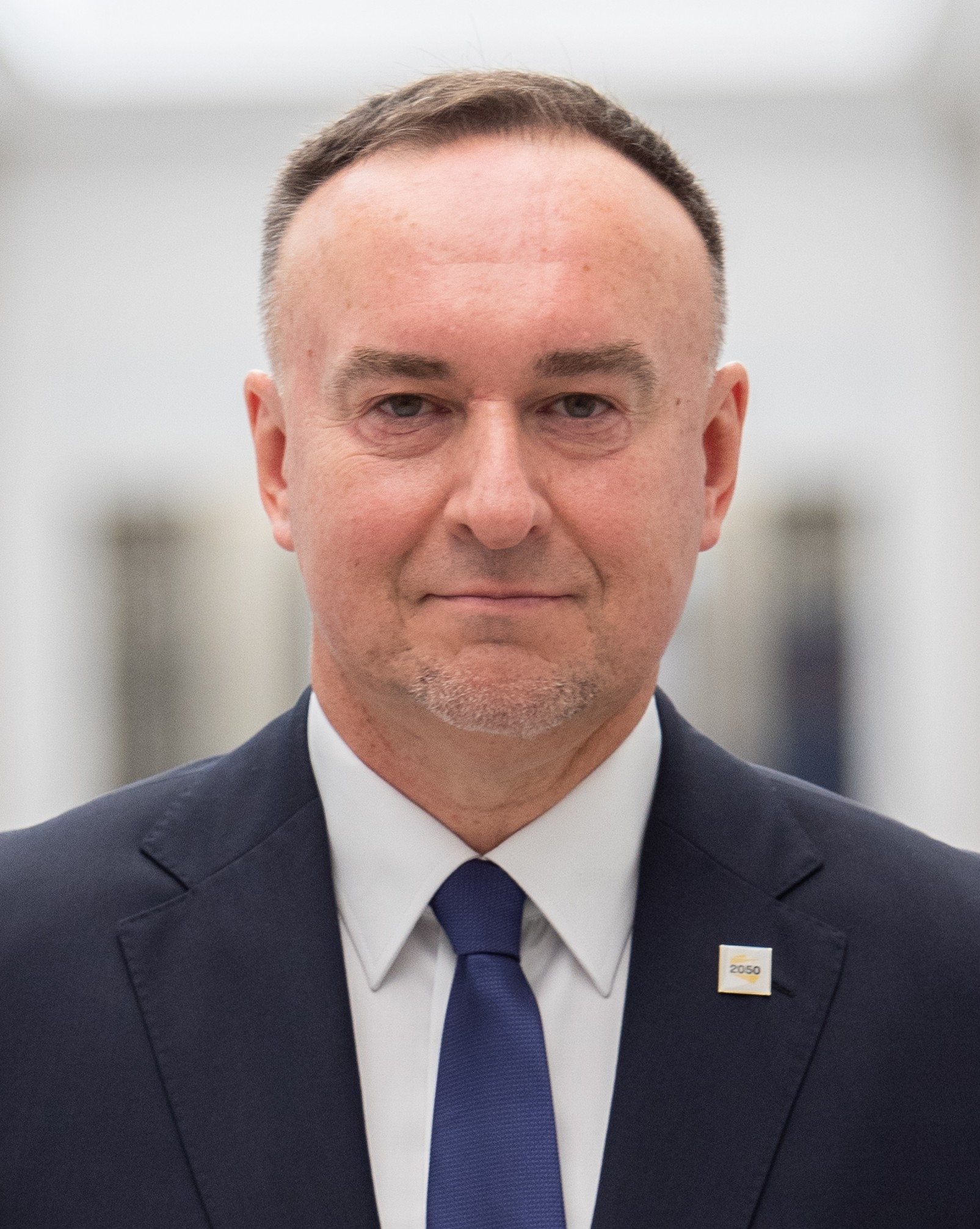
Michał Kobosko (2020)

Michał Kobosko (* 15. April 1968 in Warschau) ist ein polnischer Politiker und Jurist. 

## Leben
Michał Kobosko war von 2006 bis 2009 Chefredakteur von Newsweek Polska und von 2012 bis 2013 Chefredakteur von Wprost. Nach seiner journalistischen Laufbahn war er Geschäftsführer des Atlantic Council in Polen. Ab 2020 war er Vorsitzender und ab 2022 Vizevorsitzender der Partei Polska 2050. Von 2023 bis 2024 saß er für diese im polnischen Sejm. Bei der Europawahl 2024 wurde er ins Europaparlament gewählt. Dort gehört er der Fraktion Renew Europe an.